# Ruellia fulgens
Ruellia fulgens là một loài thực vật có hoa trong họ Ô rô. Loài này được (Bremek.) E. Tripp mô tả khoa học đầu tiên năm 2007.